# Hanshin Tigers
Gli Hanshin Tigers (阪神タイガース?, Hanshin Taigāsu) sono una squadra di baseball giapponese, nota anche con il precedente nome di Osaka Tigers. Giocano le partite casalinghe nello stadio Hanshin Kōshien di Nishinomiya, nella Prefettura di Hyōgo, ma è per tradizione la principale squadra della vicina Osaka. Fondata nel 1936, fa attualmente parte della Central League della NPB, il massimo campionato di baseball giapponese. Gli Hanshin Tigers sono di proprietà delle Ferrovie Hanshin, colosso dei trasporti ferroviari nell'area del Kansai.
Hanno vinto il titolo di campioni assoluti della NPB nel 1985 e nel 2023 e il titolo della Central League per sei volte (1962, 1964, 1985, 2003, 2005, 2023).

## Storia
Agli inizi della loro attività, vinsero con il nome di Osaka Tigers 4 titoli della Japanese Baseball League, che era il massimo campionato giapponese dalla fondazione nel 1936 fino al 1949. In quel periodo il torneo comprendeva in un girone unico tutte le squadre e i Tigers trionfarono nel campionato dell'autunno 1937, della primavera 1938, del 1944 e del 1947. Queste vittorie assicurarono alla squadra un grande numero di tifosi, tuttora gli Hanshin contendono agli Yomiuri Giants di Tokyo il primato per numero di tifosi nel paese. Nel 1940, con il sentimento anti-americano che dilagava in Giappone, il club prese il nome Osaka Hanshin e riprese il nome originale nel 1947. L'attuale denominazione Hanshin Tigers fu presa definitivamente nel 1961.
Con l'introduzione del Nippon Professional Baseball e la suddivisione delle squadre nelle due leghe Pacific League e Central League, nel 1950, i successi dei Tigers si diradarono: le vittorie nella Central League arrivarono nel 1962, 1964, 1985, 2003, 2005 e 2023, mentre le due vittorie nelle Japan Series risalgono al 1985, quando sconfissero i Seibu Lions per 4 partite a 2, e nel 2023, con il successo per 4-3 nel derby con gli Orix Buffaloes. Fu rilevante anche la stagione 2014, nella quale gli Hanshin chiusero la regular season di Central League al secondo posto, per poi eliminare i Carp e soprattutto i Giants, campioni di Central League, vincendo a Tokyo 4 volte di fila. Si qualificarono così per le Japan Series contro i Fukuoka SoftBank Hawks, campioni della Pacific League, e dopo l'iniziale vittoria casalinga furono sconfitti per 4-1. Prima dell'inizio della stagione 2004, il 29 marzo, gli Hanshin batterono 11-7 in un'esibizione i New York Yankees al Tokyo Dome.

### Le sconfitte dei Tigers e la maledizione del Colonnello
Secondo una leggenda metropolitana divenuta popolare ad Osaka, lo scarso rendimento della squadra a partire dall'unica vittoria nelle Japan Series sarebbe dovuta alla maledizione del Colonnello (カーネルサンダースの呪い?, Kāneru Sandāsu no Noroi). Nel 1985, i supporter dei Tigers festeggiarono la vittoria del titolo gettando una statua del Colonnello Sanders (fondatore e mascotte di KFC) nel canale cittadino di Dōtonbori.. Da allora la squadra non ha più vinto il campionato, e alcuni tifosi sono convinti che non potrà più farlo finché la statua non sarà stata recuperata, cosa parzialmente avvenuta il 10 marzo 2009.

## Stadio
Dalla fondazione del club, i Tigers giocano le partite casalinghe allo stadio Hanshin Kōshien, considerato in Giappone un tempio del baseball. Inaugurato il 1º agosto 1924, fu uno dei primi stadi costruiti nel Paese ed è oggi uno dei pochi tra quelli della lega professionistica ad avere la superficie in erba naturale e terra battuta. Nel 1934, il famoso giocatore statunitense Babe Ruth visitò lo stadio, evento commemorato con una statua di Ruth che tuttora si trova davanti ai cancelli,
In origine lo stadio fu costruito per gli incontri del campionato nazionale delle scuole superiori giapponesi. Tuttora ospita le fasi finali di due campionati scolastici, uno minore in primavera e quello maggiore in estate; durante queste fasi finali, gli Hanshin sono costretti a disputare gli incontri casalinghi in altri stadi, spesso all'Osaka Dome.

## Stagioni

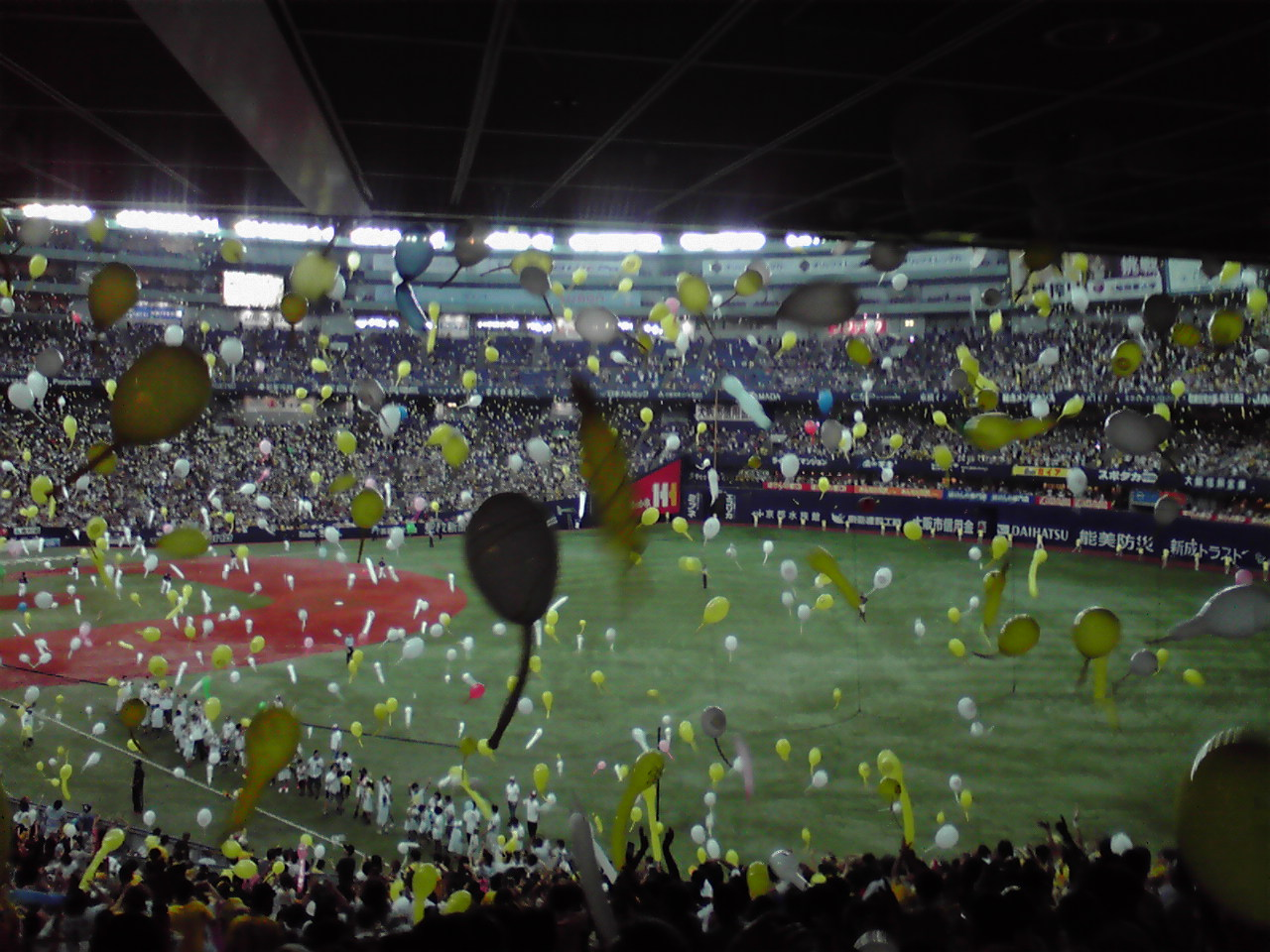
Agosto 2013 all'Osaka Dome. Lancio di palloncini dei tifosi degli Hanshin prima del turno di battuta della loro squadra nel settimo inning, una tradizione condivisa con i tifosi degli Hiroshima Toyo Carp

| 1936 - Stagione primaverile-estiva | Shigeo Mori      | 15 | 9  | 6  | 0 | .600 | N/A | non classificato |
| 1936 - Stagione autunnale          | Shuichi Ishimoto | 31 | 24 | 6  | 1 | .774 | N/A | 2º               |
| 1937 - Stagione primaverile        | Shuichi Ishimoto | 56 | 41 | 14 | 1 | .741 | 0.5 | 2º               |
| 1937 - Stagione autunnale          | Shuichi Ishimoto | 49 | 39 | 9  | 1 | .806 | -.- | campione         |
| 1938 - Stagione primaverile        | Shuichi Ishimoto | 35 | 29 | 6  | 0 | .829 | -.- | campione         |
| 1938 - Stagione autunnale          | Shuichi Ishimoto | 40 | 27 | 13 | 0 | .675 | 3.5 | 2º               |
| 1939                               | Shuichi Ishimoto | 96 | 63 | 30 | 3 | .672 | 3.5 | 2º               |

| 1940 | Kenjiro Matsuki     | 104 | 64 | 37 | 3 | .630 | 10.5 | 2º       |
| 1941 | Kenjiro Matsuki     | 84  | 41 | 43 | 0 | .488 | 21.0 | 5º       |
| 1942 | Tadashi Wakabayashi | 105 | 52 | 48 | 5 | .519 | 21.0 | 3º       |
| 1943 | Tadashi Wakabayashi | 84  | 41 | 36 | 7 | .530 | 11.0 | 3º       |
| 1944 | Tadashi Wakabayashi | 35  | 27 | 6  | 2 | .800 | -.-  | campione |
| 1946 | Fumio Fujimura      | 105 | 59 | 46 | 0 | .562 | 7.0  | 3º       |

| 1947 | Tadashi Wakabayashi | 119 | 79 | 37 | 3 | .676 | -.-  | campione |
| 1948 | Tadashi Wakabayashi | 140 | 70 | 66 | 4 | .514 | 17.0 | 3º       |
| 1949 | Tadashi Wakabayashi | 137 | 65 | 69 | 3 | .485 | 20.5 | 6º       |

| 1950 | Kenjiro Matsuki                        | 140 | 70 | 67 | 3 | .511 | 30.0 | 4º |
| 1951 | Kenjiro Matsuki                        | 116 | 61 | 52 | 3 | .539 | 20.5 | 3º |
| 1952 | Kenjiro Matsuki                        | 120 | 79 | 40 | 1 | .663 | 3.5  | 2º |
| 1953 | Kenjiro Matsuki                        | 130 | 74 | 56 | 0 | .569 | 16.0 | 2º |
| 1954 | Kenjiro Matsuki                        | 130 | 71 | 57 | 2 | .554 | 16.0 | 3º |
| 1955 | Ichiro Kishi (Interim: Fumio Fujimura) | 130 | 71 | 57 | 2 | .554 | 20.5 | 3º |
| 1956 | Fumio Fujimura                         | 130 | 79 | 50 | 1 | .612 | 4.5  | 2º |
| 1957 | Fumio Fujimura                         | 130 | 73 | 54 | 3 | .573 | 1.0  | 2º |
| 1958 | Yoshio Tanaka                          | 130 | 72 | 58 | 0 | .554 | 5.5  | 2º |
| 1959 | Yoshio Tanaka                          | 130 | 62 | 59 | 9 | .512 | 13.0 | 2º |
| 1960 | Masayasu Kaneda                        | 130 | 64 | 62 | 4 | .508 | 6.0  | 3º |

| 1961 | Masayasu Kaneda (Interim: Sadayoshi Fujimoto)   | 130 | 60 | 67 | 3  | .473 | 12.5 | 4º                                        |
| 1962 | Sadayoshi Fujimoto                              | 133 | 75 | 55 | 3  | .575 | -.-  | campione di lega                          |
| 1963 | Sadayoshi Fujimoto                              | 140 | 69 | 70 | 1  | .496 | 14.5 | 3º                                        |
| 1964 | Sadayoshi Fujimoto                              | 140 | 80 | 56 | 4  | .586 | -.-  | campione di lega                          |
| 1965 | Sadayoshi Fujimoto                              | 140 | 71 | 66 | 3  | .518 | 19.5 | 3º                                        |
| 1966 | Shigeru Sugishita (Interim: Sadayoshi Fujimoto) | 135 | 64 | 66 | 5  | .493 | 25.0 | 3º                                        |
| 1967 | Sadayoshi Fujimoto                              | 136 | 70 | 60 | 6  | .537 | 14.0 | 3º                                        |
| 1968 | Sadayoshi Fujimoto                              | 133 | 72 | 58 | 3  | .553 | 5.0  | 2º                                        |
| 1969 | Tsuguo Goto                                     | 130 | 68 | 59 | 3  | .535 | 6.5  | 2º                                        |
| 1970 | Minoru Murayama                                 | 130 | 77 | 49 | 4  | .608 | 2.0  | 2º                                        |
| 1971 | Minoru Murayama                                 | 130 | 57 | 64 | 9  | .473 | 12.5 | 5º                                        |
| 1972 | Minoru Murayama (Interim: Masayasu Kaneda)      | 130 | 71 | 56 | 3  | .558 | 3.5  | 2º                                        |
| 1973 | Masayasu Kaneda                                 | 130 | 64 | 59 | 7  | .519 | 0.5  | 2º                                        |
| 1974 | Masayasu Kaneda                                 | 130 | 57 | 64 | 9  | .473 | 14.0 | 4º                                        |
| 1975 | Yoshio Yoshida                                  | 130 | 68 | 55 | 7  | .550 | 6.0  | 3º                                        |
| 1976 | Yoshio Yoshida                                  | 130 | 72 | 45 | 13 | .604 | 2.0  | 2º                                        |
| 1977 | Yoshio Yoshida                                  | 130 | 55 | 63 | 12 | .469 | 21.0 | 4º                                        |
| 1978 | Tsuguo Goto                                     | 130 | 41 | 80 | 9  | .350 | 30.5 | 6º                                        |
| 1979 | Don Blasingame                                  | 130 | 61 | 60 | 9  | .504 | 8.0  | 4º                                        |
| 1980 | Don Blasingame (Interim: Futoshi Nakanishi)     | 130 | 54 | 66 | 10 | .454 | 20.5 | 5º                                        |
| 1981 | Futoshi Nakanishi                               | 130 | 67 | 58 | 5  | .535 | 8.0  | 3º                                        |
| 1982 | Motoo Andoh (Interim: Takao Sato)               | 130 | 65 | 57 | 8  | .531 | 4.5  | 3º                                        |
| 1983 | Motoo Andoh                                     | 130 | 62 | 63 | 5  | .496 | 11.5 | 4º                                        |
| 1984 | Motoo Andoh                                     | 130 | 53 | 69 | 8  | .438 | 23.0 | 4º                                        |
| 1985 | Yoshio Yoshida                                  | 130 | 74 | 49 | 7  | .596 | -.-  | campione di lega vittoria in Japan Series |
| 1986 | Yoshio Yoshida                                  | 130 | 60 | 60 | 10 | .500 | 13.5 | 3º                                        |
| 1987 | Yoshio Yoshida                                  | 130 | 41 | 83 | 6  | .338 | 37.5 | 6º                                        |
| 1988 | Minoru Murayama                                 | 130 | 51 | 77 | 2  | .400 | 29.5 | 6º                                        |
| 1989 | Minoru Murayama                                 | 130 | 54 | 75 | 1  | .419 | 30.5 | 5º                                        |
| 1990 | Katsuhiro Nakamura                              | 130 | 52 | 78 | 0  | .400 | 36.0 | 6º                                        |
| 1991 | Katsuhiro Nakamura                              | 130 | 48 | 82 | 0  | .369 | 26.0 | 6º                                        |
| 1992 | Katsuhiro Nakamura                              | 132 | 67 | 63 | 2  | .515 | 2.0  | 2º                                        |
| 1993 | Katsuhiro Nakamura                              | 132 | 63 | 67 | 2  | .485 | 17.0 | 4º                                        |
| 1994 | Katsuhiro Nakamura                              | 130 | 62 | 68 | 0  | .477 | 8.0  | 4º                                        |
| 1995 | Katsuhiro Nakamura (Interim: Taira Fujita)      | 130 | 46 | 84 | 0  | .354 | 36.0 | 6º                                        |
| 1996 | Taira Fujita (Interim: Takeshi Shibata)         | 130 | 54 | 76 | 0  | .415 | 23.0 | 6º                                        |
| 1997 | Yoshio Yoshida                                  | 136 | 62 | 73 | 1  | .460 | 21.0 | 5º                                        |
| 1998 | Yoshio Yoshida                                  | 135 | 52 | 83 | 0  | .385 | 27.0 | 6º                                        |
| 1999 | Katsuya Nomura                                  | 135 | 55 | 80 | 0  | .407 | 26.0 | 6º                                        |
| 2000 | Katsuya Nomura                                  | 136 | 57 | 78 | 1  | .423 | 21.0 | 6º                                        |
| 2001 | Katsuya Nomura                                  | 140 | 57 | 80 | 3  | .418 | 20.5 | 6º                                        |
| 2002 | Senichi Hoshino                                 | 140 | 66 | 70 | 4  | .486 | 19.0 | 4º                                        |
| 2003 | Senichi Hoshino                                 | 140 | 87 | 51 | 2  | .629 | -.-  | campione di lega                          |
| 2004 | Akinobu Okada                                   | 138 | 66 | 70 | 2  | .485 | 13.0 | 4º                                        |
| 2005 | Akinobu Okada                                   | 146 | 87 | 54 | 5  | .617 | -.-  | campione di lega                          |
| 2006 | Akinobu Okada                                   | 146 | 84 | 58 | 4  | .592 | 3.5  | 2º                                        |
| 2007 | Akinobu Okada                                   | 144 | 74 | 66 | 4  | .529 | 4.5  | 3º                                        |
| 2008 | Akinobu Okada                                   | 144 | 82 | 59 | 3  | .582 | 2.0  | 2º                                        |
| 2009 | Akinobu Mayumi                                  | 144 | 67 | 73 | 4  | .479 | 24.5 | 4º                                        |
| 2010 | Akinobu Mayumi                                  | 144 | 78 | 63 | 3  | .553 | 1.0  | 2º                                        |
| 2011 | Akinobu Mayumi                                  | 144 | 68 | 70 | 6  | .493 | 9.0  | 4º                                        |
| 2012 | Yutaka Wada                                     | 144 | 55 | 75 | 14 | .423 | 31.5 | 5º                                        |
| 2013 | Yutaka Wada                                     | 144 | 73 | 67 | 4  | .521 | 12.5 | 2º                                        |
| 2014 | Yutaka Wada                                     | 144 | 75 | 68 | 1  | .524 | 7.0  | 2º                                        |
| 2015 | Yutaka Wada                                     | 143 | 70 | 71 | 2  | .496 | 6.0  | 3º                                        |
| 2016 | Tomoaki Kanemoto                                | 143 | 64 | 76 | 3  | .457 | 24.5 | 4º                                        |
| 2017 | Tomoaki Kanemoto                                | 143 | 78 | 61 | 4  | .561 | 10.0 | 2º                                        |
| 2018 | Tomoaki Kanemoto                                | 143 | 62 | 79 | 2  | .440 | 20.0 | 6º                                        |
| 2019 | Akihiro Yano                                    | 143 | 69 | 68 | 6  | .504 | 6.0  | 3º                                        |
| 2020 | Akihiro Yano                                    | 120 | 60 | 53 | 7  | .531 | 7.5  | 2º                                        |
| 2021 | Akihiro Yano                                    | 143 | 77 | 56 | 10 | .579 | 1    | 2º                                        |
| 2022 | Akihiro Yano                                    | 143 | 68 | 71 | 10 | .579 | 12   | 3º                                        |
| 2023 | Akinobu Okada                                   | 143 | 85 | 53 | 5  | .616 | -.-  | campione di lega vittoria in Japan Series |

## Allenatori
| Shigeo Mori         | 1936 (Primaverile - estivo)      | 15   | 9   | 6   | 0  | .600 |
| Shuichi Ishimoto    | 1936 (autunno)-1939              | 307  | 223 | 78  | 6  | .736 |
| Kenjiro Matsuki     | 1940-1941 e 1950-1954            | 824  | 460 | 352 | 12 | .565 |
| Tadashi Wakabayashi | 1942-1944 e 1947-1949            | 620  | 334 | 262 | 24 | .558 |
| Fumio Fujimura      | 1946 e 1956-1957                 | 365  | 211 | 150 | 4  | .584 |
| Ichiro Kishi        | 1955                             | 130  | 71  | 57  | 2  | .554 |
| Yoshio Tanaka       | 1958-1959                        | 260  | 134 | 117 | 9  | .533 |
| Masayasu Kaneda     | 1960-1961 e 1973-1974            | 520  | 245 | 252 | 23 | .493 |
| Sadayoshi Fujimoto  | 1962-1965 e 1967-1968            | 822  | 437 | 365 | 20 | .544 |
| Shigeru Sugishita   | 1966                             | 135  | 64  | 66  | 5  | .493 |
| Tsuguo Goto         | 1969 e 1978                      | 260  | 109 | 139 | 12 | .442 |
| Minoru Murayama     | 1970-1972 e 1988-1989            | 650  | 310 | 321 | 19 | .491 |
| Yoshio Yoshida      | 1975-1977, 1985–1987 e 1997-1998 | 1051 | 484 | 511 | 56 | .487 |
| Don Blasingame      | 1979-1980                        | 260  | 115 | 126 | 19 | .479 |
| Futoshi Nakanishi   | 1981                             | 130  | 67  | 58  | 5  | .535 |
| Motoo Andoh         | 1982-1984                        | 390  | 180 | 189 | 21 | .488 |
| Katsuhiro Nakamura  | 1990-1995                        | 784  | 338 | 442 | 4  | .434 |
| Taira Fujita        | 1996                             | 130  | 54  | 76  | 0  | .415 |
| Katsuya Nomura      | 1999–2001                        | 411  | 169 | 238 | 4  | .416 |
| Senichi Hoshino     | 2002–2003                        | 280  | 153 | 121 | 6  | .557 |
| Akinobu Okada       | 2004–2008                        | 723  | 393 | 307 | 23 | .559 |
| Akinobu Mayumi      | 2009–2011                        | 432  | 213 | 206 | 13 | .508 |
| Yutaka Wada         | 2012–2015                        | 432  | 203 | 210 | 19 | .492 |
| Tomoaki Kanemoto    | 2016–2018                        | 429  | 204 | 216 | 9  | .486 |
| Akihiro Yano        | 2019–2022                        | 549  | 274 | 248 | 33 | .525 |
| Akinobu Okada       | 2023–                            | 143  | 85  | 53  | 5  | .616 |

## Giocatori di rilievo

### Ex giocatori

#### Membri della Baseball Hall of Fame (lista parziale)
- Masaru Kageura (景浦將, 1936-1940, 1943)
- Yoshio Yoshida (吉田義男, 1953-1969)
- Masaaki Koyama (小山正明, 1953-1963)
- Minoru Murayama (村山実, 1959-1972)

#### Altri
- Yutaka Enatsu (江夏豊, 1967-1975)
- Kōichi Tabuchi (田淵幸一, 1969-1978)
- Masayuki Kakefu (掛布雅之, 1974-1988)
- Makoto Imaoka (今岡誠, 1997-2009)
- Akihiro Yano (矢野燿大, 1998-2010)
- Kyuji Fujikawa (藤川球児, 1999–2012)
- Norihiro Akahoshi (赤星憲広, 2001–2009)
- Tomoaki Kanemoto (金本知憲, 2003–2012)
- Tsuyoshi Shimoyanagi (下柳剛, 2003–2011)
- Takashi Toritani (鳥谷敬, 2004–2019)
- Atsushi Nomi (能見篤史, 2005–2020)